# Physiologie (littérature)
La physiologie est un mode littéraire très en vogue en France au milieu du XIXe siècle qui résulte des lois sur la presse de 1835. Il s’agit d’une caricature de mœurs décrivant les caractéristiques et comportements d’un groupe social ou professionnel comme : le concierge, le notaire, le forçat, la vieille fille, le pair de France.

## Historique
Louis Huart, rédacteur de La Caricature et du Charivari, en est considéré comme le créateur avec son Muséum parisien, histoire physiologique, pittoresque et grotesque de toutes les bêtes curieuses de Paris et de sa banlieue illustré par Grandville et ses physiologies de la grisette, du médecin et du tailleur de 1841.
Des écrivains tels que Balzac, George Sand, Léon Gozlan, Charles Nodier et Hetzel lui-même, sous le pseudonyme de P.-J. Stahl, s’y exercent. Chaque texte est en général accompagné d’un dessin réalisé par un caricaturiste réputé de l'époque.
Balzac a produit une Physiologie du mariage en 1829 et Brillat-Savarin une Physiologie du goût en 1826, avec, en appendice de l'édition Charpentier le Traité des excitants modernes de Balzac. À partir de 1831, Pierre-François Ladvocat publie Paris ou le Livre des Cent-et-Un, soit 15 volumes jusqu'en 1834.
De 1840 à 1842, l'éditeur Léon Curmer publie en 423 livraisons, ce qu’il qualifie lui-même d’ « encyclopédie morale du XIXe siècle », qui résume toute la société française de la Restauration : Les Français peints par eux-mêmes. Les livraisons seront regroupées en huit volumes : cinq volumes pour Paris, trois volumes pour la province et les colonies. Les textes sont de Balzac, Gérard de Nerval, Charles Nodier, Théophile Gautier, Alexandre Dumas, Henri Monnier, Léon Gozlan, Karr, et les illustrations de Monnier, Gavarni, Tony Johannot, etc. La série était complétée par  Le Prisme, donné en prime aux souscripteurs, mais qui n’était pas illustré de hors-textes.
En 1841-1842, Charles Philipon copropriétaire de la Maison Aubert, galerie Véro-Dodat, lance une collection d'ouvrages illustrés, des physiologies, de différents sujets, traités à la manière comique.
Ces ouvrages font partie de ce que Walter Benjamin a qualifié de « littérature panoramique ».
En 1842, à 22 ans, le futur journaliste et pamphlétaire Ulysse Pic publie un ouvrage sur ses compatriotes, Physiologie du Lectourois et de la Lectouroise.
Jules Hetzel publie également en deux volumes Les Anglais peints par eux-mêmes par des sommités littéraires, traduit par Émile de La Bédollière et illustré par Kenny Meadows. Desesserts[Qui ?] publie sous l'égide d'Alexandre de Saillet Les Enfants peints par eux-mêmes (garçons et plus tard jeunes filles).
À la même époque, Charles Warée publie Les Étrangers à Paris, avec des textes de Louis Desnoyers, Jules Janin, Old Nick, Stanislas Bellanger, E. Guinot, Émile Marco de Saint-Hilaire, Roger de Beauvoir et des illustrations de Gavarni.
Hetzel de son côté publie en 1845 et 1846 Le Diable à Paris. Paris et les Parisiens. Mœurs et coutumes, caractères et portraits des habitants de Paris, tableau complet de leur vie privée, publique, politique, artistique, littéraire, industrielle.
Le genre disparaîtra progressivement avec quelques apparitions suivant les époques, comme en 1886 avec Physiologies parisiennes d'Albert Millaud, avec des illustrations de Caran d’Ache, Job et Frick.
En 1903, Jérôme Doucet, sous le pseudonyme de Monfrileux, reprend le style dans Le Livre des masques, dont l’illustration est confiée à Fontanez.
Dans les années 1930, Le Diable à Paris, fantaisie réaliste en 12 tableaux par les maîtres de la plume et le crayon, est repris. Les textes sont de Jacques Dyssord, Élisabeth de Gramont (Le Diable chez la marquise), Georges de La Fouchardière (Le Diable à Longchamp), Pierre Mac Orlan (Le Diable dans la rue), Lucien Rebatet. Les dessins sont de Chas Laborde, Sennep, Ralph Soupault, Van Moppès.
En 2003, les Éditions La Découverte ont repris le principe en demandant à une quarantaine d'écrivains contemporains et de journalistes de « tirer le portrait des Français d'aujourd'hui » : quatre volumes sur la rue, l'entreprise, la politique et le sexe. En 2009, Pierre-François Percy a publié Physiologie de la culotte, de la piquette et de la perruque et, en 2010, Jérôme Leroy offre Physiologie des lunettes noires.